# Service Pack
Service Pack (известен още като сървис пак) е пакет от програми, който премахват неточности и грешки на съществуващи софтуерни продукти (например операционни системи). Много компании, като например Майкрософт и Отодеск, редовно публикуват сървис пакове, когато броят на отделните пачове надвиши определена норма. Инсталирането на сървис пак е сравнително по-лесно и има по-малка вероятност да се появят грешки, отколкото при отделното поставяне на голям брой индивидуални пачове. Това важи особено когато повече от един компютри в мрежа трябва да се обновят.